# Université d'État de Humboldt
Pour les articles homonymes, voir HSU.

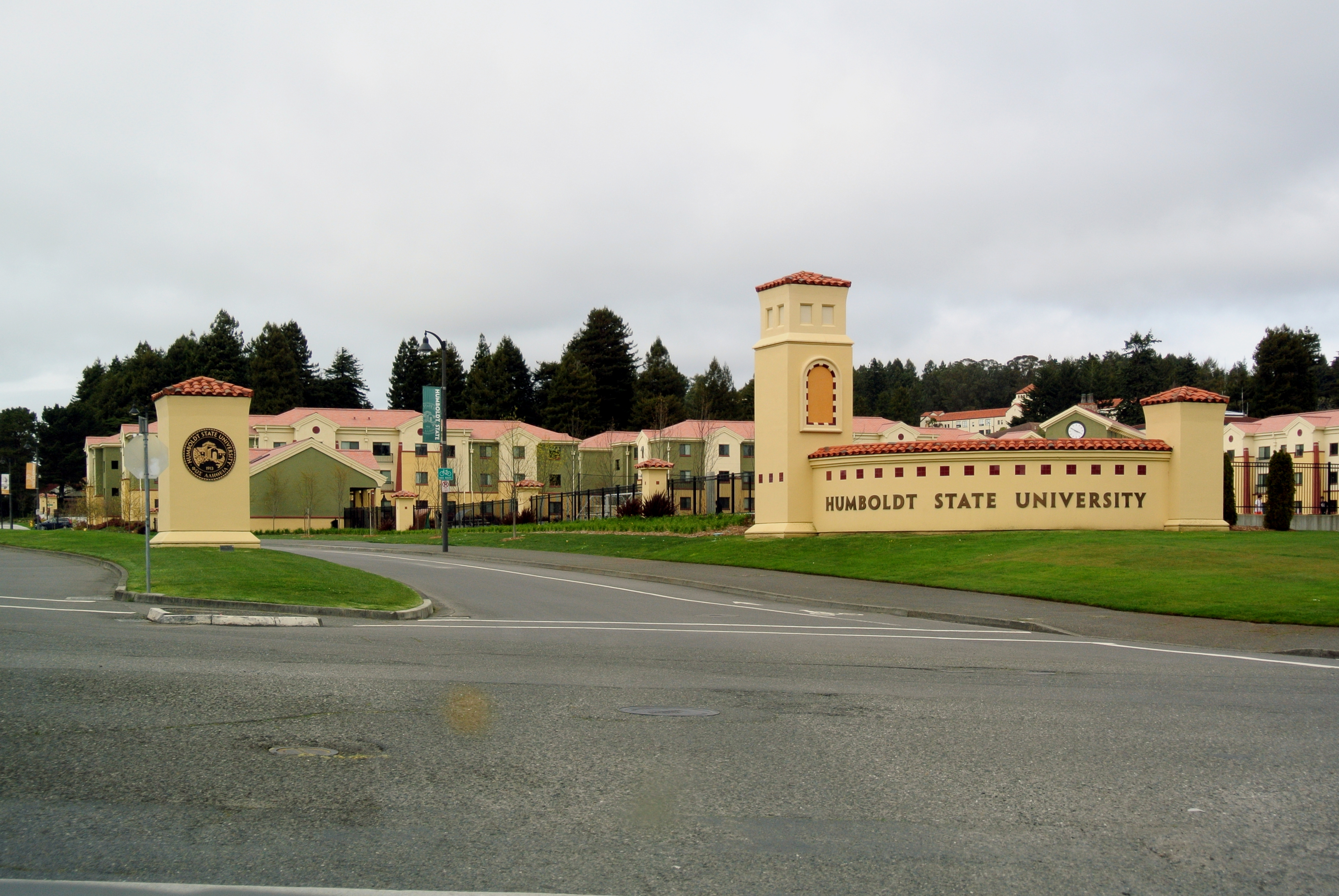
Entrée de l'université.

L'université d'État polytechnique de Californie à Humboldt (en anglais : California State Polytechnic University, Humboldt ou Cal Poly Humboldt), anciennement université d'État de Humboldt (en anglais : Humboldt State University ou HSU) est une université américaine située à Arcata, dans le comté de Humboldt, en Californie.
Le 26 janvier 2022, l'université a été officiellement renommée de « Humboldt State University » en « California State Polytechnic University, Humboldt », devenant ainsi la troisième université polytechnique de l'État. Le changement est soutenu par un investissement de 458 millions de dollars de l'État de Californie,.

## Personnalités liées à l'université

### Professeurs
- Phyllis Chinn, mathématicienne et professeure à l'université

### Étudiants
- Raymond Carver, écrivain
- Stephen Hillenburg, dessinateur, scénariste et réalisateur
- Mike Patton, chanteur, compositeur et musicien